# بوتيراغوا
بوتيراغوا بلدية في ولاية باهيا في المنطقة الشمالية الشرقية من البرازيل.